# مرکز نیروی هوایی نیوزیلند در اوکلند
مرکز نیروی هوایی نیوزلند در اوکلند (به انگلیسی: RNZAF Base Auckland) یک فرودگاه نظامی است که یک باند فرود آسفالت دارد و طول باند آن ۲۰۳۱ متر است. این فرودگاه در کشور نیوزلند قرار دارد و در ارتفاع ۳۰ متری از سطح دریا واقع شده است.